# 广晋县 (西晋)
广晋县，中国古县名。西晋太康元年以广昌县改名广晋县，隋开皇九年广晋并入鄱阳，武德五年复置广晋，八年又省入鄱阳。

## 历史沿革
- 建安中，三国吴分析鄱阳县北境立广昌县，属鄱阳郡。治所在今江西鄱阳县北石门街镇。[1]
- 三国时期本县属孙吴扬州鄱阳郡
- 西晋太康元年（280年）以广昌县改名广晋县，为鄱阳郡治。治所在今江西波阳县北石门街镇。[2]
- 宋永初二年（421年）废鄡阳县。齐移郡治鄱阳，广晋为属县。[3]
- 隋开皇九年（589年）改鄱阳郡为饶州，鄱阳县隶饶州，鄱阳县为州治。同年，广晋并入鄱阳。[3]
- 武德五年（622年）由鄱阳县复置广晋。[3]
- 武德八年（625年）新平、广晋省入鄱阳。[3]